# 井上智夫
井上 智夫（いのうえ ともお、1963年〈昭和38年〉11月6日 - ）は、日本の建設・国土交通技官。

## 経歴
大阪府高槻市出身。高槻高等学校、京都大学工学部土木工学科を経て、1989年3月に京都大学大学院工学研究科土木工学専攻を修了。国家公務員採用Ⅰ種試験（土木）に合格して、同年4月に建設省入省。
2019年7月9日、国土交通省近畿地方整備局長に就任（就任会見）。
2020年8月1日、国土交通省水管理・国土保全局長に就任。
2022年6月28日、岡村次郎を後任に水管理・国土保全局長を交代し辞職。

## 年表
基本的な出典
- 1989年
  - 03月：京都大学大学院工学研究科土木工学専攻[4]修了
  - 04月：建設省入省
- 1998年04月：（財）ダム技術センターダム技術研究所上席主任研究員
- 2000年01月：建設省河川局河川課長補佐
- 2001年01月：国土交通省河川局河川計画課長補佐
- 2003年04月：気象庁総務部企画課調査官
- 2005年08月：国土交通省近畿地方整備局姫路河川国道事務所長
- 2007年04月：国土交通省近畿地方整備局河川部河川調査官
- 2008年10月：（財）リバーフロント研究所研究第一部主任研究員
- 2011年
  - 04月：国土交通省河川局河川環境課水利技術調整官
  - 07月：国土交通省水管理・国土保全局河川環境課水利技術調整官
- 2013年
  - 05月：国土交通省水管理・国土保全局河川計画課国際室長
  - 07月：国土交通省水管理・国土保全局河川環境課河川保全企画室長
- 2014年07月：国土交通省水管理・国土保全局砂防部保全課海岸室長
- 2016年06月21日：国土交通省近畿地方整備局河川部長[8]
- 2017年07月14日：国土交通省近畿地方整備局企画部長[9]
- 2018年07月31日：国土交通省水管理・国土保全局治水課長[10]
- 2019年07月09日：国土交通省近畿地方整備局長[11]
- 2020年
  - 07月21日：国土交通省大臣官房付[12]
  - 08月1日：国土交通省水管理・国土保全局長[13]
- 2022年06月28日：辞職[14]